# Sternowo
Sternowo [pronunciación en polaco: /stɛrˈnɔvɔ/] (en alemán: Sternau) es un pueblo ubicado en el distrito administrativo de Gmina Chojnice, dentro del Condado de Chojnice, Voivodato de Pomerania, en Polonia del norte. Se encuentra aproximadamente a 11 kilómetros al este de Chojnice y a 96 kilómetros al suroeste de la capital regional Gdańsk.
El pueblo tiene una población de 129 habitantes.
Durante el periodo de la Mancomunidad de Polonia-Lituania, Sternowo fue una aldea privada perteneciente a familias nobles polacas, entre ellas los Żabiński y los Żukowski. En ese entonces, la aldea formaba parte del condado de Człuchów, dentro del voivodato de Pomerania del Reino de Polonia.
Durante la ocupación alemana en la Segunda Guerra Mundial, en los años 1940 y 1942, las autoridades alemanas llevaron a cabo expulsiones de la población polaca local. Los habitantes expulsados fueron deportados al Gobierno General (la parte oriental de la Polonia ocupada por Alemania) o enviados a trabajos forzados en Alemania. Las casas y granjas de los polacos expulsados fueron entregadas a colonos alemanes como parte de la política de Lebensraum.